# カザフの新疆脱出
カザフの新疆脱出（かざふのしんきょうだっしゅつ）は、1950年代から1960年代にかけて発生した中華人民共和国の新疆ウイグル自治区に定住してきたカザフ民族の2回の国外脱出を指す。

## 概要
中国では新疆ウイグル自治区（東トルキスタン）を中心に多数の民族が古くから定住し生活している、現在中国の民族識別工作によってカザフ族と識別されたカザフ民族もその一つであり、1930年代から盛世才の苛政や馬歩芳による虐殺などで移動を繰り返してきた。国共内戦を経て、中国の指導者となった中国共産党は1949年に中華人民共和国を成立させ、中国人民解放軍のウイグル侵攻により、新疆もその一部となった。中国政府はカザフ民族の伝統的な生活様式である部族主義やイスラム教を保証も否定もしなかった。1950年、中国政府の統治を嫌がったカザフ部族はバルクルに集まり、投票の結果、自分達の生活様式を保つためカシミールのステップ地帯に脱出することを決めた、これが1回目のカザフ脱出である。
カシミールを目指すカザフ部族は中国共産党軍の支配域を通過する際に攻撃を受け、初めの攻撃はクムル地区のバルクル、2回目の攻撃は青海省ティムルリク近辺でそれぞれ起こった。攻撃から生き残ったカザフ部族はチベットに逃げ込んだ。中国共産党軍の攻撃だけでなく病気などによってもかなりの者が命をなくし、3ヶ月かけてチベットの山々を越えカシミールのシュリーナガルにたどり着いたカザフ部族の数は400家族から350家族ほどになった。
1962年、2回目の脱出が行われた。今回、カザフ民族及び他の少数民族達はソビエト連邦に脱出した、新疆で起こった集団暴動や共産党政府がカザフなどの少数民族に押し付けた彼らの生活様式に反する改革のためであった。